# Diocesi di Zanzibar
La diocesi di Zanzibar (in latino Dioecesis Zanzibarensis) è una sede della Chiesa cattolica in Tanzania suffraganea dell'arcidiocesi di Dar-es-Salaam. Nel 2022 contava 13.000 battezzati su 1.386.000 abitanti. È retta dal vescovo Augustine Ndeliakyama Shao, C.S.Sp.

## Territorio
La diocesi comprende le isole di Zanzibar e Pemba nell'oceano Indiano, appartenenti alla Tanzania.
Sede vescovile è la città di Zanzibar, dove si trova la cattedrale di San Giuseppe.
Il territorio è suddiviso in 12 parrocchie.

## Storia
L'amministrazione apostolica di Zanzibar e Pemba è stata eretta il 12 dicembre 1964 con il decreto Quo aptius di Propaganda Fide, ricavandone il territorio dalla diocesi di Mombasa e Zanzibar, contestualmente rinominata "diocesi di Mombasa" (oggi arcidiocesi).
Un vicariato apostolico di Zanzibar (eretto nel 1860 e così chiamato dal 1906) ha dato origine all'arcidiocesi di Nairobi; infatti, fino all'erezione dell'amministrazione apostolica, Zanzibar e parte del Kenya facevano capo alla medesima circoscrizione ecclesiastica.
Il 28 marzo 1980 l'amministrazione apostolica è stata elevata a diocesi di Zanzibar con la bolla Cum Administratio di papa Giovanni Paolo II.

## Cronotassi dei vescovi
Si omettono i periodi di sede vacante non superiori ai 2 anni o non storicamente accertati.
- Edgard Aristide Maranta, O.F.M.Cap. † (12 dicembre 1964 - 9 marzo 1966 dimesso)
- Joseph Sipendi † (1966 - 1968 dimesso)
- Adriani Mkoba † (16 luglio 1968 - 26 gennaio 1973 dimesso)
  - Sede vacante (1973-1980)
- Bernard Martin Ngaviliau, C.S.Sp. † (28 marzo 1980 - 30 novembre 1996 ritirato)
- Augustine Ndeliakyama Shao, C.S.Sp., dal 30 novembre 1996

## Statistiche
La diocesi nel 2022 su una popolazione di 1.386.000 persone contava 13.000 battezzati, corrispondenti allo 0,9% del totale.
| anno | popolazione | popolazione | popolazione | presbiteri | presbiteri | presbiteri | presbiteri                | diaconi | religiosi | religiosi | parrocchie |
| anno | battezzati  | totale      | %           | numero     | secolari   | regolari   | battezzati per presbitero | diaconi | uomini    | donne     | parrocchie |
| ---- | ----------- | ----------- | ----------- | ---------- | ---------- | ---------- | ------------------------- | ------- | --------- | --------- | ---------- |
| 1970 | 4.253       | 546.491     | 0,8         | 3          | 3          |            | 1.417                     |         |           |           |            |
| 1980 | 4.788       | 489.000     | 1,0         | 5          | 4          | 1          | 957                       |         | 1         | 13        | 4          |
| 1990 | 10.051      | 506.000     | 2,0         | 8          | 7          | 1          | 1.256                     |         | 2         | 21        | 6          |
| 1999 | 13.600      | 940.578     | 1,4         | 14         | 13         | 1          | 971                       |         | 1         | 35        | 6          |
| 2000 | 13.920      | 968.795     | 1,4         | 14         | 13         | 1          | 994                       |         | 1         | 38        | 7          |
| 2001 | 14.535      | 986.860     | 1,5         | 19         | 14         | 5          | 765                       |         | 6         | 43        | 7          |
| 2002 | 15.072      | 1.052.000   | 1,4         | 26         | 19         | 7          | 579                       |         | 7         | 44        | 7          |
| 2003 | 15.852      | 1.100.000   | 1,4         | 21         | 17         | 4          | 754                       |         | 5         | 44        | 7          |
| 2004 | 9.900       | 990.900     | 1,0         | 19         | 15         | 4          | 521                       |         | 5         | 48        | 7          |
| 2010 | 12.794      | 1.221.000   | 1,0         | 20         | 18         | 2          | 639                       |         | 66        | 48        | 7          |
| 2014 | 11.110      | 1.412.710   | 0,8         | 14         | 12         | 2          | 793                       |         | 2         | 53        | 8          |
| 2017 | 10.066      | 1.420.766   | 0,7         | 23         | 17         | 6          | 437                       |         | 6         | 43        | 9          |
| 2020 | 12.053      | 1.303.569   | 0,9         | 23         | 17         | 6          | 524                       |         | 6         | 46        | 9          |
| 2022 | 13.000      | 1.386.000   | 0,9         | 20         | 15         | 5          | 650                       |         | 7         | 36        | 12         |